# Mae Mai Muay Thai

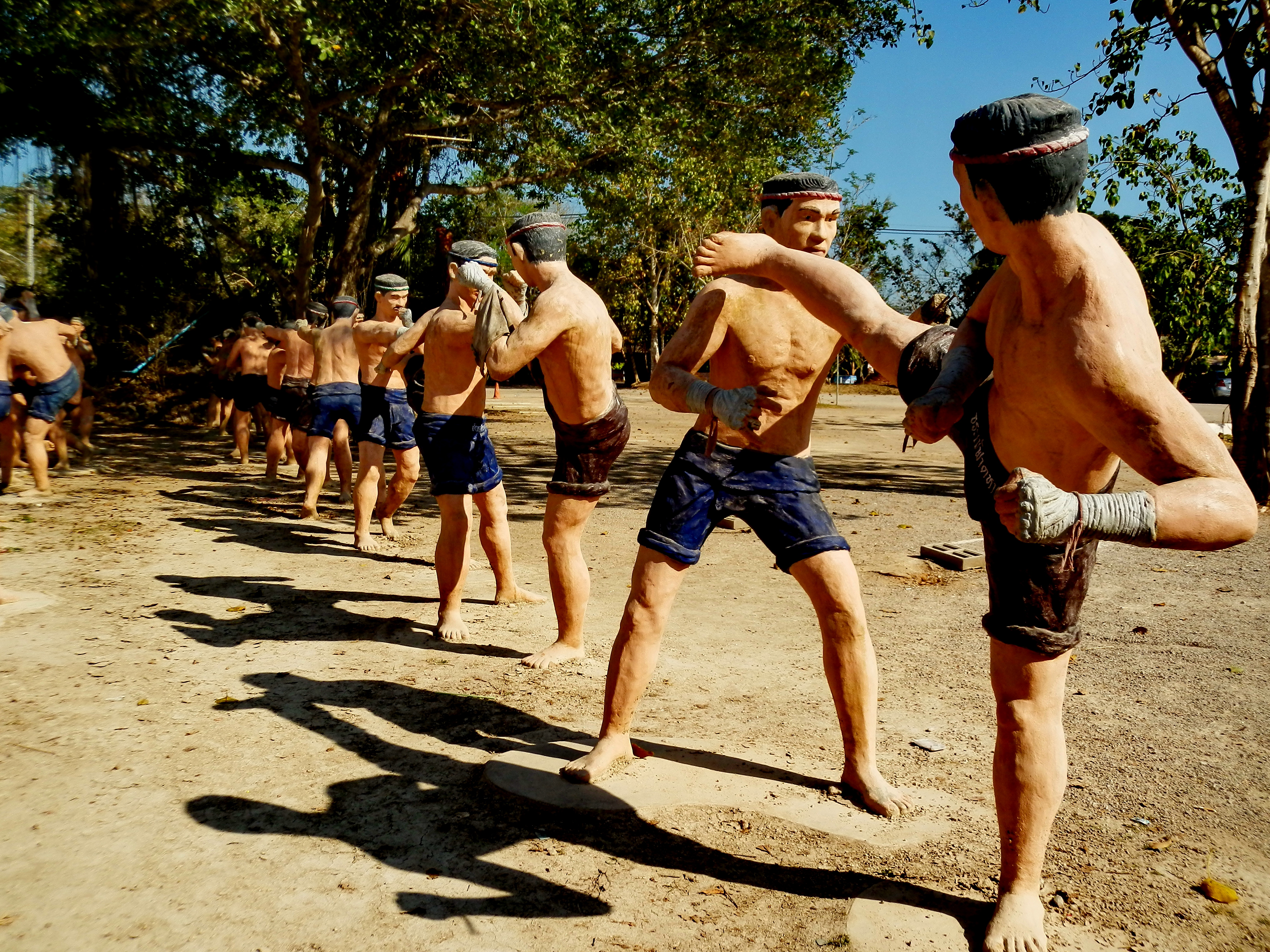
Mae Mai Muay Thai (Più a destra: Jarakhe Fad Hang)

La Mae Mai Muay Thai (thailandese: แม่ไม้มวยไทย) è la parte a mani nude del Krabi Krabong. Essa studia combattimenti sia con le armi che senza ed era utilizzata dai guerrieri thailandesi in guerra, qualora avessero perso le armi.
A differenza della Muay thai moderna, si distingueva per la cruenta efficacia in guerra e per l'assenza di colpi proibiti. I duelli potevano essere svolti a mani incordate (per aumentare il danno provocato dagli attacchi le corde venivano cosparse di vetro, ghiaia o altri materiali), oppure venivano eseguiti dei nodi sulle corde. Il combattente era protetto da una conchiglia marina e non esistevano categorie di peso. Il combattimento finiva con la morte di uno dei due contendenti. Aspetto importante era la ritualità degli scontri: venivano eseguite delle danze sacre guerriere che servivano per chiedere la protezione degli dei e per chiedere perdono; l'atto di danzare era l'ultima cosa che veniva fatta prima di uccidere qualcuno oppure di essere uccisi. Le danze, chiamate Ram Muay (se lo scontro era con le armi la danza si chiamava Ram Awut), erano eseguite al suono della musica sarama, una musica pentatonica. I lenti movimenti del corpo venivano eseguiti in unione con la respirazione ed alla recitazione di mantram. Questa pratica, secondo la tradizione, aveva lo scopo di creare una percezione alterata dello spazio e del tempo in modo da poter vedere i movimenti dell'avversario rallentati e da arrestare la percezione del dolore; la tradizione voleva che fosse dovuta proprio alla musica ed ai movimenti che l'accompagnavano la velocità e la durezza degli scontri.